# Sigma (rivista)
Sigma fu una rivista letteraria nata nella primavera del 1964, diretta da Sergio Pautasso affiancato da un comitato di redazione composto da Giorgio Bàrberi Squarotti, Eugenio Corsini, Angelo Del Boca, Albino Galvano, Oscar Navarro, Marziano Guglielminetti e Gianfranco Torcellan.
La prima serie della rivista (1964-1975) accoglieva, in fascicoli interdisciplinari, saggi di linguistica, testi di narrativa e poesia e scritti di critica letteraria.
La rivista era redatta dagli Istituti di Letteratura italiana, Letteratura inglese e americana, Letterature germaniche, Letteratura cristiana antica, della facoltà di Lettere e Filosofia dell'Università di Torino.
Sigma contribuì a dare un importante apporto alla bibliografia di Cesare Pavese nel numero unico uscito a dicembre del 1964 con interventi che consideravano non solo il testo letterario dello scrittore, come era fino a quel momento avvenuto, ma i suoi aspetti tecnici e strutturali.
Con la seconda serie, edita da Guida, i fascicoli diventano quasi sempre a carattere monografico e, nel caso di interdisciplinarità, compare il titolo "Miscellanae".
Altri editori sono stati Silva di Genova e Serra e Riva di Milano